# Maria (Tuamotu)
Ne doit pas être confondu avec Île Maria ou Îles Maria.
Maria, parfois désigné sous le nom de Maria Est – pour le distinguer de l'atoll des Îles Maria (ou Maria Sud) situé dans l'archipel des îles Australes –, ou île Moerenhout, est un atoll de l'archipel des Tuamotu en Polynésie française. Il est administrativement rattaché à la commune des Îles Gambier.

## Géographie
Maria Est se situe à l'extrémité sud-est de l'archipel des Tuamotu, à 57 km au sud-est de Matureivavao – l'atoll du groupe Actéon le plus proche –, à environ 75 km au sud-ouest de l'atoll de Marutea Sud, à 167 km au nord-ouest des Îles Gambier auquel il est administrativement rattaché, et à 1 430 km à l'est de Tahiti. L'atoll, de forme ovale, mesure 5,6 km de longueur et 2,9 km de largeur maximales pour une surface de terres émergées de 3 km2 et un lagon de 7 km2 dépourvu de passe. Le relief est plat et peu élevé ; l'eau du lagon a une salinité très élevée en raison d'une très faible communication avec l'océan du fait de l'absence de hoas fonctionnels et seulement lors de fortes houles ou de tempêtes par submersion des tairuas.
D'un point de vue géologique, l'atoll est l'excroissance corallienne (de 440 mètres) du sommet du mont volcanique sous-marin homonyme, qui mesure 3 145 mètres depuis le plancher océanique, formé il y a environ 30,6 à 31,4 millions d'années.
L'atoll est inhabité et dépourvu d'habitations.

## Histoire
Le premier Européen à faire mention de l'atoll fut l'explorateur et diplomate français Jacques-Antoine Moerenhout en mars 1829, qui l'approche lors d'un voyage entre le Chili et Papeete sans toutefois le nommer. En août 1838, c'est au tour du navigateur Jules Dumont d'Urville d'aborder l'atoll et de lui donner le nom de son découvreur compatriote. Certaines cartes désignent ainsi cet atoll sous le nom de « Moerenhout Island ».
Au XIXe siècle, Maria devient un territoire français peuplé alors d'environ 40 habitants autochtones vers 1850.
À la suite de cyclones, l'atoll a été presque intégralement replanté de cocotiers dans les années 1980-1990.

## Mention littéraire
Jack London dans sa nouvelle La Graine de McCoy (1909) – incluse dans les Contes des mers du sud – mentionne l'atoll de Moerenhout que les passagers de la goélette Pyrénées sont obligés d'aborder, le décrivant comme « un mauvais endroit, un très mauvais endroit » duquel ils pourront toutefois repartir, indemnes.